# Stelo
De stelo (meervoud: steloj) was van 1945 tot 1993 een munteenheid van esperantisten.

## Eerste initiatief
Voor de mensen die zich bezighouden met internationale contacten in het Esperanto was de behoefte aan een munt met een vaste koopkracht erg belangrijk. Naar aanleiding van het 25-jarig bestaan van het Esperanto in 1912 werd een Esperantomunt geslagen door de Zwitserse firma Holy Frères. De munt kwam toen speso (Esperanto: spesoj ) te heten met de muntstukken spesdeko (10 spesoj), spescento (100 spesoj), spesmilo (1000 spesoj) en spesdekmilo (10.000 spesoj). Maar de Eerste Wereldoorlog maakte een einde aan dit initiatief.

## Universala Ligo - eerste jaren
Het was de vereniging Universala Ligo die de stelo heeft gecreëerd. Op 14 april 1942, precies 25 jaar na zijn dood, werd L. L. Zamenhof in een privéwoning in Den Haag door een groep trouwe esperantisten in het geheim herdacht. De groep had al ondervinding met de tirannie van de bezetting (esperantisten werden namelijk vervolgd) en wilden samen iets concreets ondernemen wat de mensheid voor een 'wereldcatastrofe' moest behoeden. Na de discussie kwamen zij allemaal tot het besluit om een wereldorganisatie op te richten met de naam Universala Ligo (U.L.) en als hoofddoel van de vereniging het oorspronkelijke programma van Zamenhof uit te voeren, namelijk de mensheid te verenigen met één gemeenschappelijke voertaal. Met de oprichting van de Universala Ligo kwamen ze aan de wens tegemoet van zowel de overleden Zamenhof als de esperantisten van voor en tijdens de Tweede Wereldoorlog uit verschillende landen. De beslissers hiervan nodigden (in het geheim) andere bekende esperantisten uit om deel te nemen aan de discussies. Er werd een Voorbereidend Comité samengesteld om de ideeën verder uit te werken en vast te leggen. Op 1 april 1945 toonde dit Comité haar grondbeginselen aan de wereld. Een van hun ideeën was:
Te ijveren voor het bekomen van een wereldmunt, gebaseerd op een internationale munteenheid, die men Stelo zou noemen.
Op 16 maart 1946 werd haar eerste vergadering gehouden in Den Haag. De 1294 leden tijdens deze vergadering keurden de statuten goed, waaronder dus ook het streven naar een stelomunt.
Er werd een groep samengesteld die het gebruik van de stelo ging uitwerken. De bijdrage voor levenslang lidmaatschap werd vastgesteld op een 'bouwsteen' of evenveel als één stelo. Kort daarna werd bekendgemaakt dat de waarde van een stelo gelijk zou zijn aan een gewoon brood in Nederland, wat toen overeenkwam met een kwartje. Tijdens de algemene vergadering werd nog eens benadrukt: Eén wereld - één taal - één munt. De Liga had voor de ontwikkeling contact met banken van zes landen, namelijk België, Denemarken, Duitsland, Italië, Zweden en Zwitserland, en daarbij nog drie bankrelaties met Nederland. Voor al deze rekeningen deed de U.L. systematisch boekhouding in de nationale munt en in stelo's, en stelde vertegenwoordigers aan in 14 andere landen, die verslag uitbrachten over financiële transacties op basis van de stelo.

## Munt met vaste waarde
Uit de archieven van de U.L. was op te maken dat het de bedoeling was een munt te creëren met een vaste waarde. Alleen op die manier zou het mogelijk zijn de wereld te laten zien dat de economische drukverschillen, die oorzaak zijn van conflicten tussen volkeren, zijn op te heffen.
Voor koersverschillen van de stelo in de andere landen nam men in 1946 de koerstabellen uit de krant van de belangrijkste commerciële bank van Nederland.

### Coupons

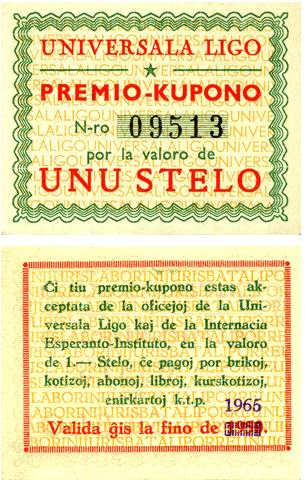
Coupons

Men moest eerst in de vroege periode afzien van andere stappen, zoals het oprichten van een eigen bank met een wereldwijd girobetalingssysteem, van het uitgeven van munten en bankbiljetten. De landen uit die tijd hadden toen nog strenge regels voor financiële transacties tussen verschillende landen en die zouden er blijven om zich af te schermen voor financiële overvallen.
Maar zelfs in de vroege periode (1945) bracht de U.L. toch de Premio-Kupono uit met een waarde van een stelo die geldig was tot 1950. Het werd de bedoeling om iedere keer nieuwe emissies op de markt te brengen telkens met een 'leven' van 5 jaar. De coupons werden gebruikt voor het betalen van abonnementen, deelnamekosten van activiteiten, advertenties enzovoort. De coupons werden ook geschonken aan leden als premie voor het aanbrengen van nieuwe leden of als prijs in wedstrijden. Volgens verslagen in "La Praktiko" floreerde het gebruik van de Premio-Kupono en werd een gewoonte om er met te betalen, zoals tijdens Esperanto-wereldcongressen.
Later stagneerde de ontwikkeling van de stelo. De oprichters van de U.L. wilden hun goede wil tonen door de Stelo een constante waarde te geven maar dit ging falen. De prijs van het brood in Nederland steeg stilaan, maar niemand dacht eraan de verhouding tussen de stelo en de gulden aan te passen. De verhouding bleef vier stelo's op één gulden en men gebruikte koerstabellen van de banken om de waarde van de stelo in andere landen vast te stellen. Bovendien werd in de U.L. zelfs afgezien van de intentie om de boekhouding in stelo uit te voeren en zo kreeg niemand ervaring in het omgaan met een munt met een constante waarde. Het is geen wonder dat de stelo zijn faam verloor en verviel tot een zeldzaam gebruik bij esperantisten zelf.

## Het echte geld komt uit
|  |
|  |

Het aantal leden van de Universala Ligo groeide tot in het begin van de jaren 50 uit tot 15.000 Esperantisten. In 1959 kwam de droom van de esperantisten uit en er werden munten geslagen met waarden van één, vijf en tien stelo. Het geld werd gemaakt uit respectievelijk brons, geel koper en kopernikkel. De Nederlandse 's Rijksmunt te Utrecht kreeg de eer de munten te mogen slaan. De Universala Ligo was rijk genoeg om de munten te bestellen door de ontvangen commoties uit de gehele wereld. De verkoop van de muntstukken bracht het geïnvesteerde geld snel terug, waardoor in 1965 een nieuwe munt uitgebracht kon worden. Het werd een zilveren munt van vijfentwintig stelo. De verkoop ging zeer goed.
Maar de andere droom van de Universala Ligo, dat de stelo een munt met een constante waarde zou zijn, werd haast vergeten, behalve nog door de zeer oude Ligaleden. De Liga viel stil en deed nauwelijks iets. Ze bracht nog wel het tijdschrift "La Praktiko" uit (met vanaf toen de ondertitel Tijdschrift voor het wereldvolk, dat daarvoor 'Tijdschrift voor onderricht en vermaak heette). Maar zelfs de uitgave van het tijdschrift stopte in 1970, toen Andreo Cseh, die al sinds 1946 redacteur was, ontslag moest nemen wegens zwakke gezondheid. (Cseh verbleef tot zijn dood in 1979 in een verzorgingsinstelling).

## Lawrence Mee, nieuwe kansen voor de stelo
Een belangrijk persoon die de Universala Ligo nieuw leven in ging blazen was Lawrence Mee.
In 1973 ging Mee samen met zijn vrouw werken als medewerker van het hoofdkantoor van de Esperanto-Wereldorganisatie. In 1974 namen enkele trouwe leden van de U.L. de taak op zich om de Liga te hertellen. De Liga begon zijn streven naar vrede in samenwerking met de Wereldvereniging van Wereldfederalisten en met de Esperanto-Wereldvereniging. In de loop van twee jaar werden de medewerkers enthousiast en bespraken de ontwikkeling van de stelo, vooral met de bedoeling om die terug als internationale munt te laten functioneren. Na een lange discussie werd besloten om de stelo op te waarderen tot de waarde van een halve gulden in plaats van een kwartje. Na nog verdere discussies besliste de U.L. om een vaste waarde te geven aan de stelo. Mee schreef een belangrijk artikel over de stelo in het Jaarboek 2000 van het Europees Genootschap voor Munt- en Penningkunde, wat gezien wordt als het belangrijkste, informatiefste en een van de weinige artikelen over de stelo.

### Vaste waarde
De betekenis van een vaste waarde is dat, vanaf een bepaalde datum, de koopkracht van de stelo altijd hetzelfde zou blijven en niet onderhevig zou zijn aan inflatie. De betreffende datum werd 1 januari 1977. Toen was de koopkracht van een stelo gelijk aan die van een halve gulden. De formulering was dat één gulden gelijk was aan twee stelo's.
Iemand die een heel plan had uitgedacht voor een vaste waarde van de stelo was Dr. Josef Hartl uit Wenen. Hij had rond 1977 een artikel over de stelo geschreven in de vorm van een brochure. Deze brochure scheen invloed te hebben gehad op Mee. Het thema van zijn artikel was om een munt met constante waarde in omloop te brengen als antwoord op de tegenslagen van de inflatie. Zijn basisidee was dat men in elk land, onafhankelijk van zijn evolutiestadium, in de nationale valuta kan berekenen wat de maandelijkse uitgaven zijn van een gemiddeld gezin. Men zou willekeurig aan deze 'gemiddelde' maandelijkse uitgave de waarde van 1000 nieuwe eenheden kunnen geven. Per definitie dus zou het verlies van een gezin in welk land ook maar van bijvoorbeeld 10 'nieuwe eenheden' absoluut gelijk moeten zijn aan de waarde van 10 'internationale geldeenheden'.
Men zou dus zorgvuldig de verhouding moeten berekenen tussen de internationale geldeenheid (i.g.) en de nationale valuta, en deze officiële verhouding aanpassen telkens wanneer nodig wegens de inflatie in een bepaald land. Zo kon de i.g. de basis blijven voor transacties tussen verschillende landen, terwijl het nationale geld in elk land buiten de aanvallen van speculanten zou blijven, daar de speculatie hierdoor nutteloos werd. Het artikel van dr. Josef Hartl onderzocht diepgaand deze en andere verhoudingen tussen nationale valuta en i.g, inflatie die wel zouden volgen, maar er nooit zouden toe bijdragen.
Zoals dikwijls kunnen feiten zonder onderling verband toevallig samenvallen:
- In het jaar 1976 oefende Internacia Scienca Asocio Esperantista (ISAE: Internationale Esperanto-wetenschapsorganisatie) druk uit op Universala Ligo om de stelo op te waarderen;
- Nieuwe leden namen een leidende rol in die Liga
- In de Liga werd een vergeten voorraad stelo-muntstukken teruggevonden;
- Tegelijk begon de uitgave van een nieuw blad
- Een Nederlandse geldhervormer publiceerde een artikel over de ongeschiktheid van de geldende geldsystemen in de geïndustrialiseerde landen;
- Dr. Hartl lanceerde zijn brochure

## Een nieuwe penningmeester voor de Liga
Mee aanvaardde de taak als penningmeester van de Liga in 1977. Hij was enthousiast. Ook overige de bestuursleden zoals op 't Roodt en Roelofs waren enthousiast en wilden zo vlug mogelijk de procedure om de waarde van de stelo constant te houden aan de orde en het resultaat publiceren in het kader van de Esperantobeweging. Het idee dat de waarde van de stelo constant zou blijven en niet beïnvloed door inflatie, werd het hoofdthema van het nieuwe tijdschrift Bulteno van de Universala Liga onder de redactie van op 't Roodt.
De Universala Ligo had bankrelaties met zeven landen, waaronder Nederland, en het was dus nodig om de waarde van de stelo in deze landen te bepalen. Bij gebrek aan wetenschappelijke gegevens over de effectieve koopkracht van de nationale munt in de verschillende landen was het echter onmogelijk om betrouwbare verhoudingen tussen de stelo en de nationale munten vast te stellen. Alleen de verhouding met de gulden bleef buiten discussie. Maar de discussies over de andere verhoudingen zou niet gemakkelijk zijn.
Vooral Roelofs wilde aan de stelo een karakter geven dat totaal verschillend was van de ideeën van een i.g van Hartl, en hij wilde de stelo ook gebruiken als basis voor zijn propaganda voor geldhervorming. Roelofs beoogde dat de stelo zou dienen als basis voor financiële transacties tussen landen maar wilde geenszins te doen hebben met - volgens hem - afschuwelijke commerciële banken. Details van zijn systeem werden volgens Mee nooit op papier gezet, vermoedelijk omdat zijn ideeën aan geldhervormers al lang bekend waren. Mee wilde aan de stelo de rol toekennen volgens het oorspronkelijke doel van de U.L, alhoewel hij moest toegeven dat de oorspronkelijke basis van koopkrachtbepaling betrekkelijk willekeurig was. Zelfs na maanden van discussies was het niet mogelijk een compromis tussen beide opvattingen te verzinnen. Maar Roelofs kreeg de steun van de meerderheid van het toenmalige bestuur van de Liga. Mee kon zich niet neerleggen bij de beslissing en nam daarom volledig ontslag bij de Liga. De Liga-activiteiten vielen stil. Af en toe publiceerde Roelofs in het blad Bulteno nieuwe cijfers over de officiële waarde van de stelo, maar nooit maakte hij de principes en de berekeningsmethode bekend. Mee kon de waardeverhoudingen niet terugvinden, hoewel er wordt verondersteld dat ze ergens in iemands archieven bewaard worden.

## De niet-officiële stelo
Voor Mee waren de ideeën van Hartl niet dood. Al voordat hij vertrok uit de U.L. had hij de stelo als basis genomen voor de boekhouding van zijn bedrijfje dat hij samen met zijn vrouw runde; Mondkomercista Eldonejo Esperantista (Esperanto-Wereldhandelsuitgeverij). Na zijn ontslag trachtte hij de koersadviezen van Roelofs toe te passen, maar al snel kreeg hij door dat dit tot fouten zou leiden inzake de stelo-koopkracht. Vanaf midden jaren 1980 begon hij statistische gegevens over de inflatie te verzamelen, zowel in Nederland als andere landen. Hij kreeg ook onverwachte steun van een docent economie van de Erasmusuniversiteit in Rotterdam. Deze docent had grote interesse in Mee's werk. Mee werd erelid van de bibliotheek van de Erasmusuniversiteit en kwam hierdoor in aanraking met bronnen van statistische gegevens van de 25 landen van de Organisatie voor Economische Samenwerking en Ontwikkeling. Hij concentreerde zich op deze landen.
Mee slaagde er weldra in vergelijkingen te maken over de koopkracht van de (niet-officiële) stelo in die landen, met als uitgangspunt 1 januari 1977, de dag waarop de stelo per definitie een vaste koopkracht kreeg. Een van de ontdekking en van Mee was dat de formule van de U.L. zeker tot fouten leidde in Nederland en vermoedelijk ook voor andere landen, hoewel hij hier nog niet het nodige bewijsmateriaal voor had.
De voortgang van het onderzoek van Mee versnelde toen hij in 1981 begon met het rondzenden van tabellen met koersrelatie van negen landen aan bepaalde medewerkers. Hij kon met deze tabellen en koersrelaties snel achter bepaalde gegevens komen en betrouwbare berekeningen uitvoeren. Kort nadien bleek echter dat de gegevens uit Italië niet geregeld ter beschikking meer waren, waardoor Mee geen betrouwbare koersrelatie voor dit land kon blijven bekendmaken.
Het basisberekensysteem nam zulke vorm aan, dat het van dat moment af voor Mee mogelijk was om de koersrelaties voor veel meer landen vast te stellen, zolang hij maar regelmatige en betrouwbare gegevens zou kunnen bemachtigen. Mee was wel van mening dat de resultaten beperkt waren maar ook toch een groot nut hadden. De koersrelaties stonden hun toe de koopkracht van de stelo, uitgedrukt in de nationale munt van een bepaald land vast te stellen. Het zou een nog meer sterker gebundeld werk van een net van medewerkers uit verschillende landen vragen, om de stelo op alle punten van dienst te mogen zijn. Toch ging Mee door.
De zaken gingen weer sneller na de aankoop van een computer. Het werd al mogelijk in september 1992 om snel een koersprognose te berekenen in de verschillende landen. Sindsdien publiceerde Mee een tijdschrift met de titel Informkajero pri la Stelo (Informatiecahier over de stelo), dat verspreid werd onder enthousiaste medewerkers als erkentelijkheid voor hun hulp.

## Basisregels en stappen van Mee tot vaststelling van koersrelaties
Reeds bij het begin van het denkwerk over de koopkracht van de stelo, moesten Mee en zijn medewerkers vaststellen dat (bijvoorbeeld) de koopkracht in Groot-Brittannië willekeurig was vastgesteld, omdat op 1 januari 1977 één pond gelijk was aan 4,1875 gulden, volgens de valutaovereenkomsten van de grote banken. Omdat één gulden toen gelijk was aan 2,000 stelo volgde daaruit dat één pond gelijk was aan 8,375 stelo, en die verhouding zou blijven totdat er een betrouwbaarder methode uitgewerkt was om de koopkracht in de twee landen met elkaar te vergelijken. Mee paste hetzelfde systeem toe voor andere landen.
Mee maakte reeds melding van een willekeurige beslissing om de basiskoopkracht van de stelo in andere landen buiten Nederland vast te stellen. Voor het bijstellen van zijn rekenbasis paste hij andere willekeurige beslissingen toe, telkens met het doel aanvaardbare koersverhoudingen te kunnen presenteren. Die beslissingen werden het reglement, op basis waarvan hij toen en later zelfs nog regelmatig koersverhoudingen berekende en publiceerde.

## Bruikbaarheid van de stelo volgens Mee
Aangezien de stelo een munteenheid was van esperantisten, was een goed voorbeeld van zijn bruikbaarheid de uitgifte van een maandblad, huurprijzen en salarissen.

### Maandblad
De uitgever van een maandblad ontvangt normaal gesproken abonnementsgeld. De uitgever moet de diensten van de drukker; papierkosten, omslagen, porto enzovoort betalen. Onder invloed van de inflatie neigen alle kosten te stijgen, maar niet allemaal tegelijk en niet allemaal in verhouding met de inflatie. Gewoonlijk denkt men september/oktober aan de vaststelling van het abonnementsgeld voor het volgende jaar. Mee en zijn medewerkers konden aantonen dat de koppeling van dit abonnementsgeld aan een stabiele geldeenheid de taak vergemakkelijkte, alhoewel verschillende commerciële overwegingen een aparte beschouwing moesten krijgen. Voorbeeld: een fictieve uitgever in 1977 is tevreden met de tegenwaarde van 60 stelo voor een jaar. Uit Mee's studies over de stelo bleek dat de tegenwaarde van 60 stelo ook bevredigend blijft voor alle volgende jaren. Die uitgever moet dus enkel beschikken over de koersrelaties in september om een idee te hebben over het geschikte prijsniveau in nationale munten voor het volgende jaar.

### Stelo-huurprijzen
Een tweede voorbeeld uit de praktijk van esperantisten was de verhuurprijs van een zaal aan een andere vereniging. Als de Esperantovereniging met zijn huurgeld dezelfde koopkracht wilde bewaren, dan zou het volstaan een overeenkomst af te sluiten met de huurder, uitgedrukt in stelo's, maar betaalbaar in de nationale munt volgens de koers van de desbetreffende maand.

### Stelo-salarissen
Een derde voorbeeld was het vaststellen van een salaris voor gedane arbeid.
Alle geïndustrialiseerde landen van het Westen hebben te kampen met inflatie. Bijgevolg blijven salarissen geen constante som in een betreffend land, omdat de inflatie voortdurend knaagt aan het gezinsbudget, en de enige remedie hiertegen is de voortdurende verhoging van salarissen. Maar in vele gevallen (vooral in geïndustrialiseerde landen) leiden onderhandelingen over salarisverhoging tot zeer scherpe discussies tussen werkgevers en werknemers, vertegenwoordigd door de vakverenigingen. Mensenrechten komen op die manier in het gedrang. Soms vergt het herwinnen van een rustige vertrouwenssfeer heel lange tijd. De toepassing van de stelo zou volgens economen en experts dergelijke problemen kunnen voorkomen.

## Universala Ligo - de laatste periode
De Universala Ligo bleef bestaan ondanks alle perikels waarin ze verzeild raakte, maar in de Esperantowereld werd er hoe langer hoe minder belang in gesteld. Het tijdschrift Esperanto had na het vertrek van Mee overlijdensberichten zijn naaste medewerkers geplaatst, veel van zijn collega's stierven. Roelofs had de redactie van het Bulteno van de U.L. overgenomen, toen op 't Roodt de taak niet langer op zich kon nemen. De onregelmatige verschijning van het Bulteno bracht een gebrek aan actieve leden aan het licht.
In 1993 besloot het bestuur te stoppen met de uitgave van Bulteno en de Liga op te heffen. Het kapitaal werd verdeeld over verschillende fondsen, en ging voornamelijk naar de Esperanto-Wereldvereniging. Tussen de giften bevond zich een stock van stelo-muntstukken, die door de Esperanto-Wereldvereniging als verzamelstuk wordt verkocht. Op 't Roodt stierf in 1996 en dr. Roelofs, nog een van de laatste medewerkers, in 1998. Hiermee kwam een einde aan een van de belangrijkste initiatieven die ooit zijn uitgedacht door Esperantisten.

## Munten en postzegels

### Munten
- In Cuba (La Havana) werd in 1990 ter gelegenheid van het Esperantowereldcongres een 1 peso munt uitgegeven met onder meer de munttekst in het Esperanto.
- In Kroatië werd in 1997 een 25 kunamunt uitgegeven met onder meer de munttekst in het Esperanto.

### Postzegels
- België bracht in 1982 een Esperantopostzegel ter waarde van 12 frank uit, naast meerdere tientallen landen die dit ook deden (Vooral naar aanleiding van het jubileumjaar 1987).